# Biserica Sfinții Arhangheli din Sarasău

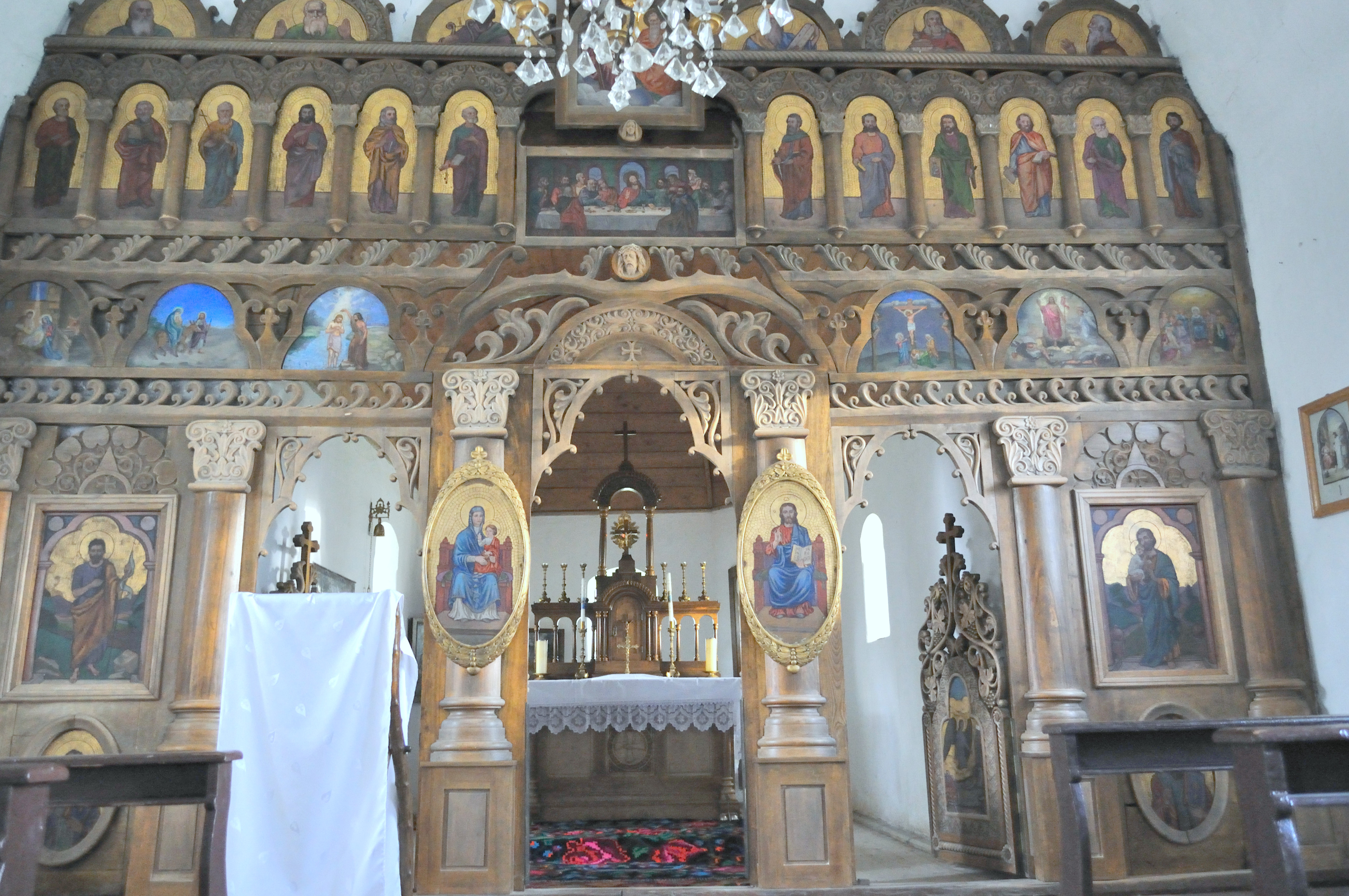
Iconostasul

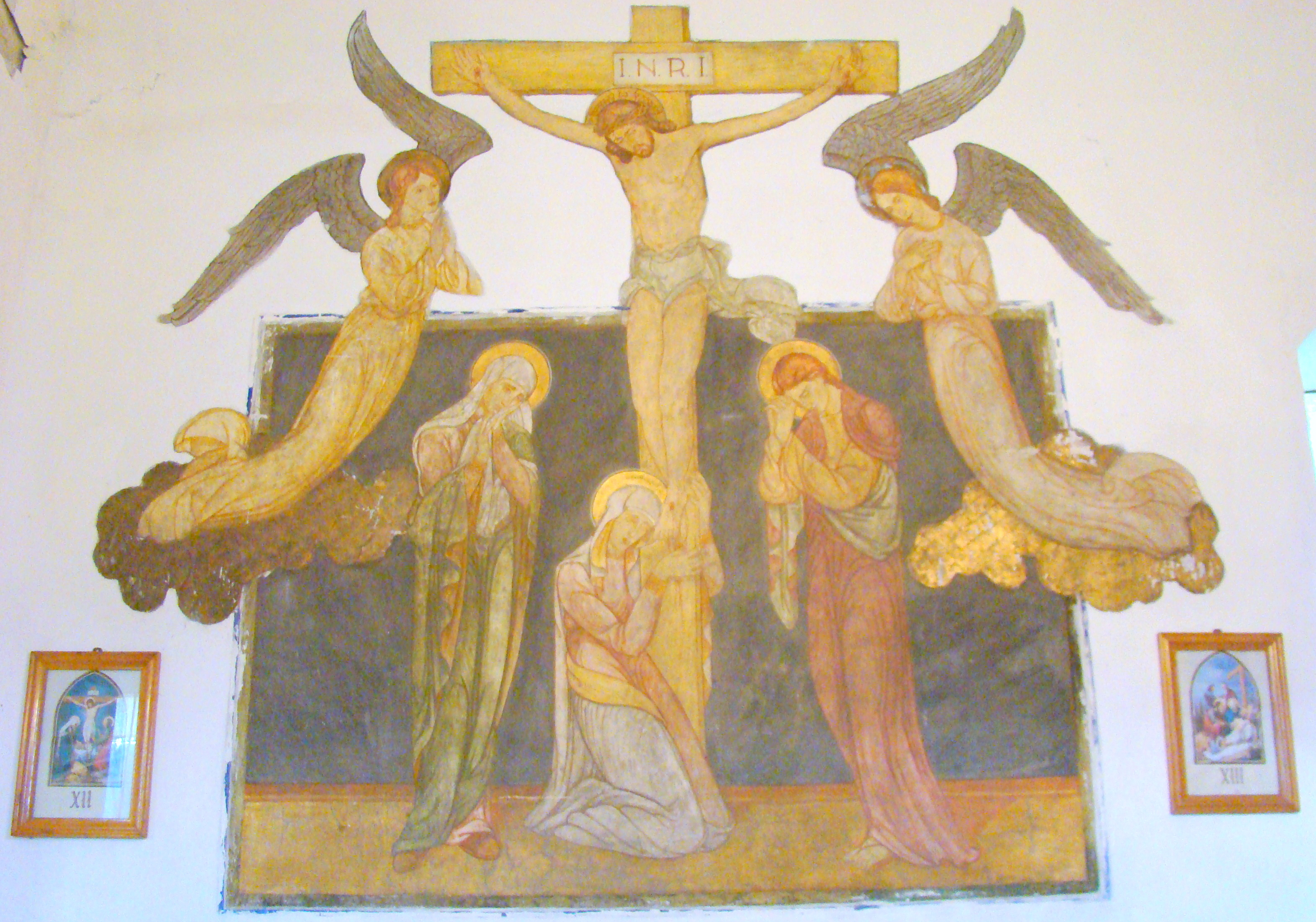
Una din frescele lui Traian Bilțiu-Dăncuș

Biserica de zid cu hramul „Sfinții Arhangheli” din Sarasău, comuna Sarasău, județul Maramureș, a fost construită în evul mediu, între secolele 15-16. Biserica se află pe noua listă a monumentelor istorice sub codul LMI  MM-II-m-A-04624.

## Istoric și trăsături
Această biserică poate fi datată numai relativ, din secolele 15-16. Conform tradiției locale, biserica a fost zidită de către soția unui boier moldovean, Doamna Bălașa, care era originară din acest sat. Episcopul Iosif Stoica a ținut în această biserică, la anul 1704, un sobor în cadrul căruia s-au dezbătut probleme grele ale timpului, când toată Transilvania era sub presiunea Sfântului Imperiu Roman. Episcopul Iosif a slujit aici de mai multe ori. Frescele din interior au fost pictate de Traian Bilțiu Dăncuș.
Vechea biserică a făcut obiectul unui litigiu între ortodocși și greco-catolici, începând din 1997.

## Imagini din exterior

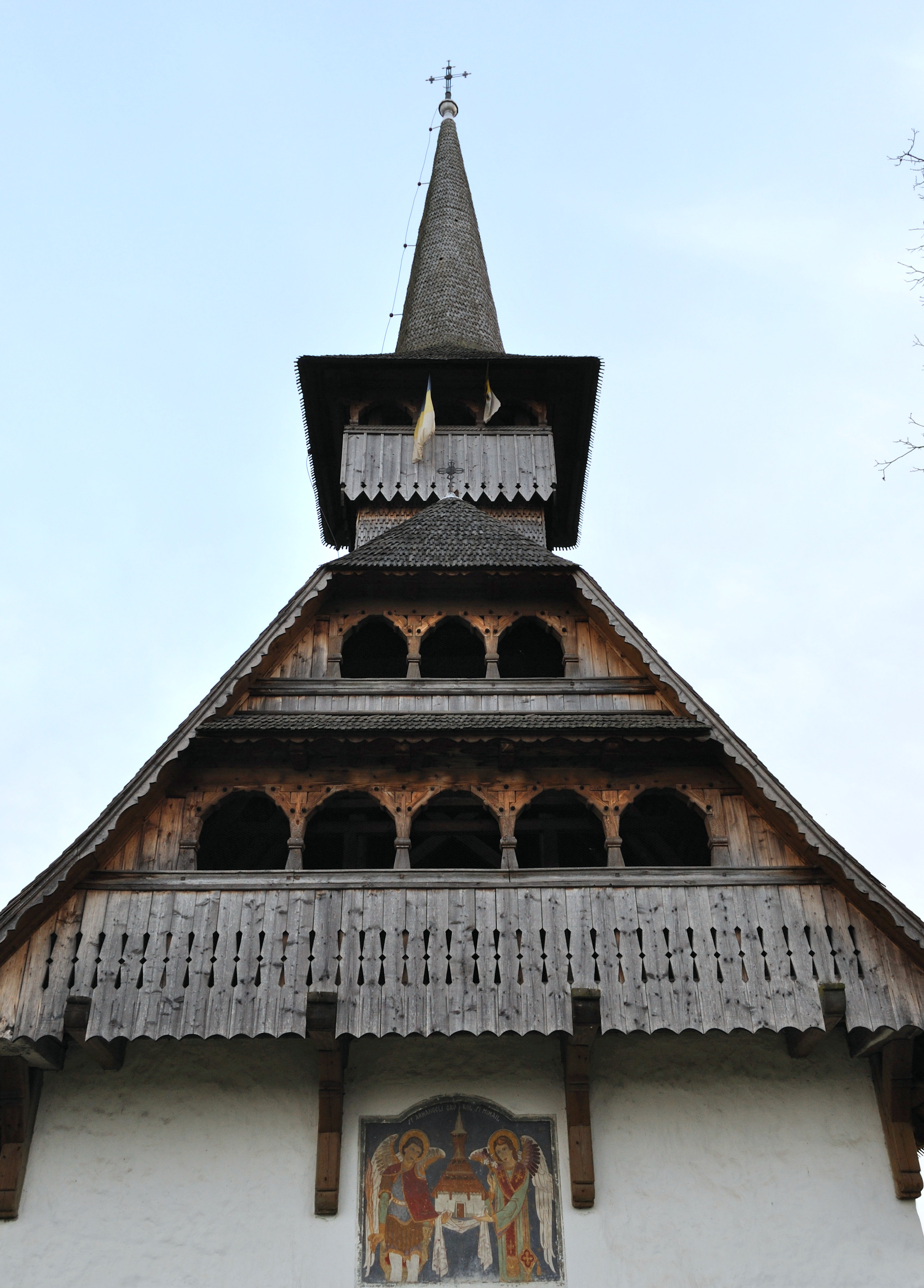
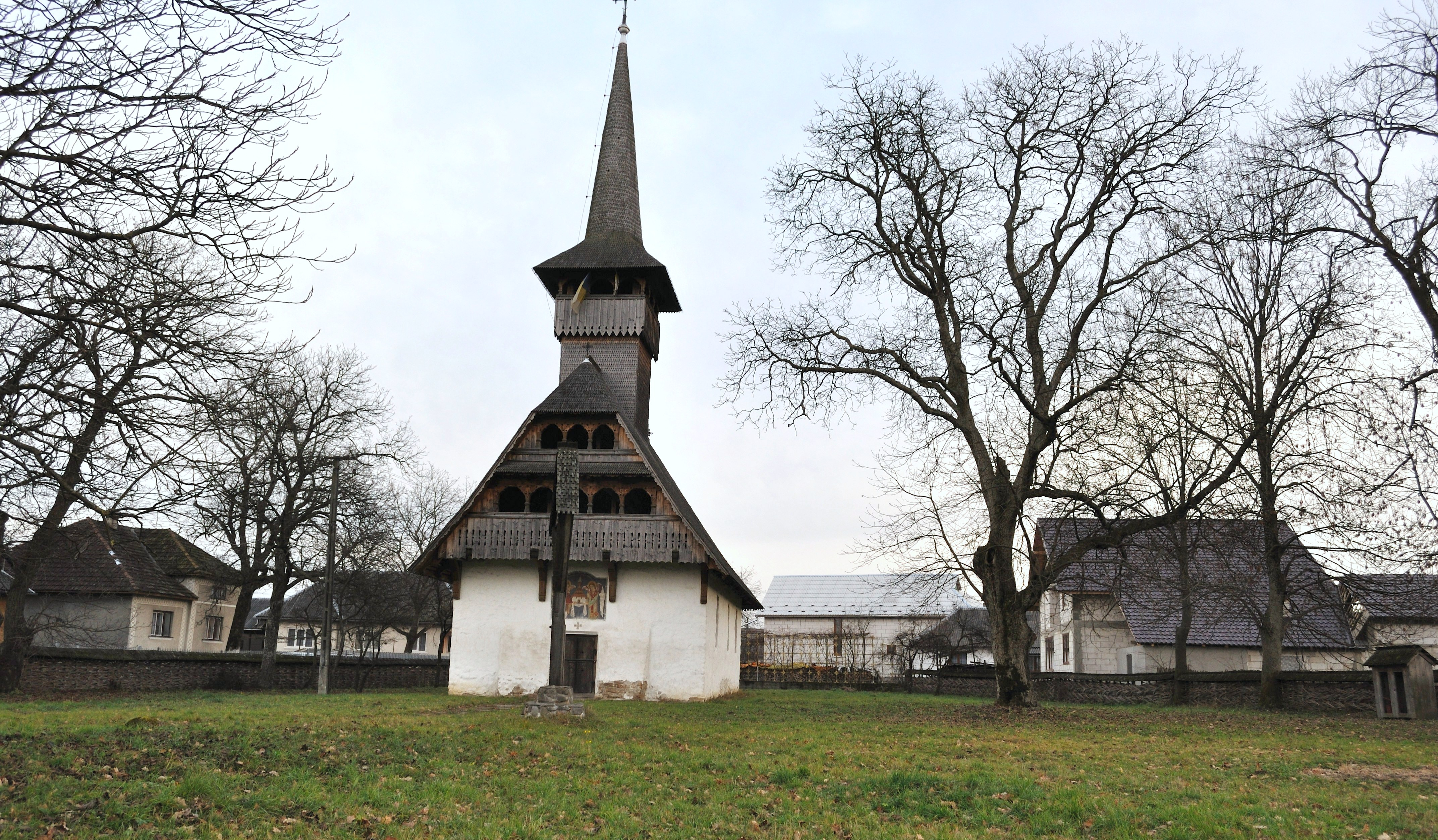
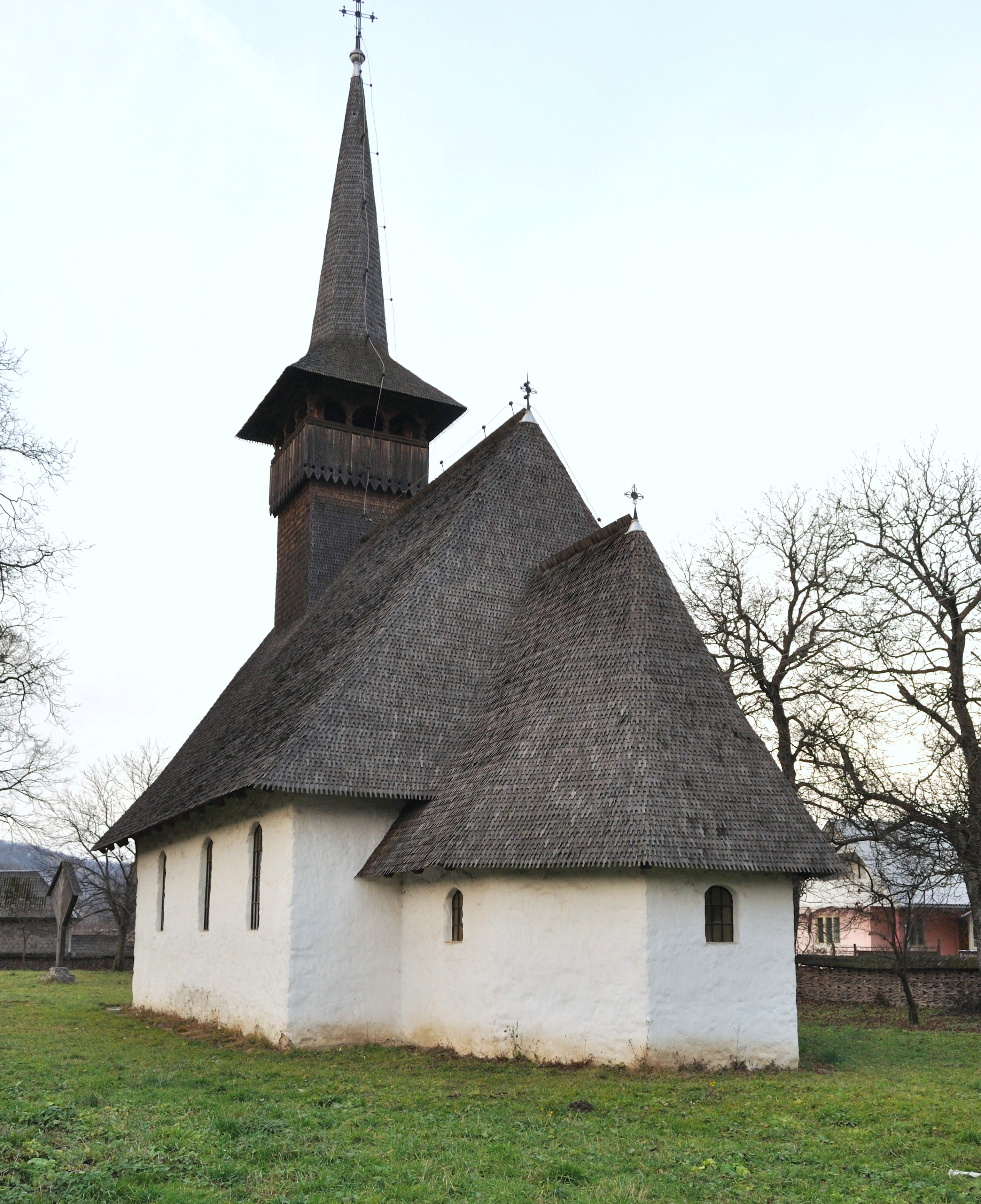
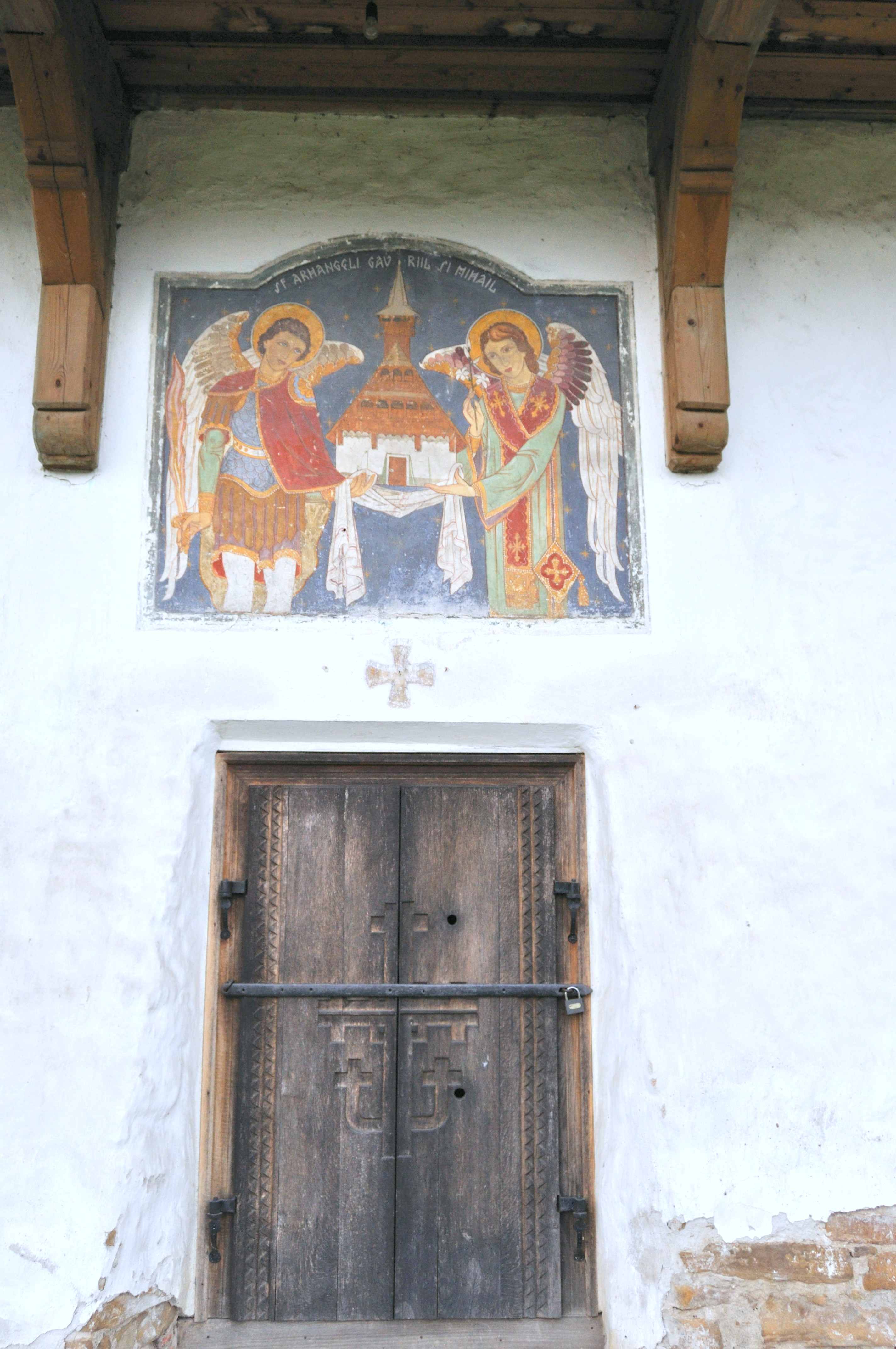
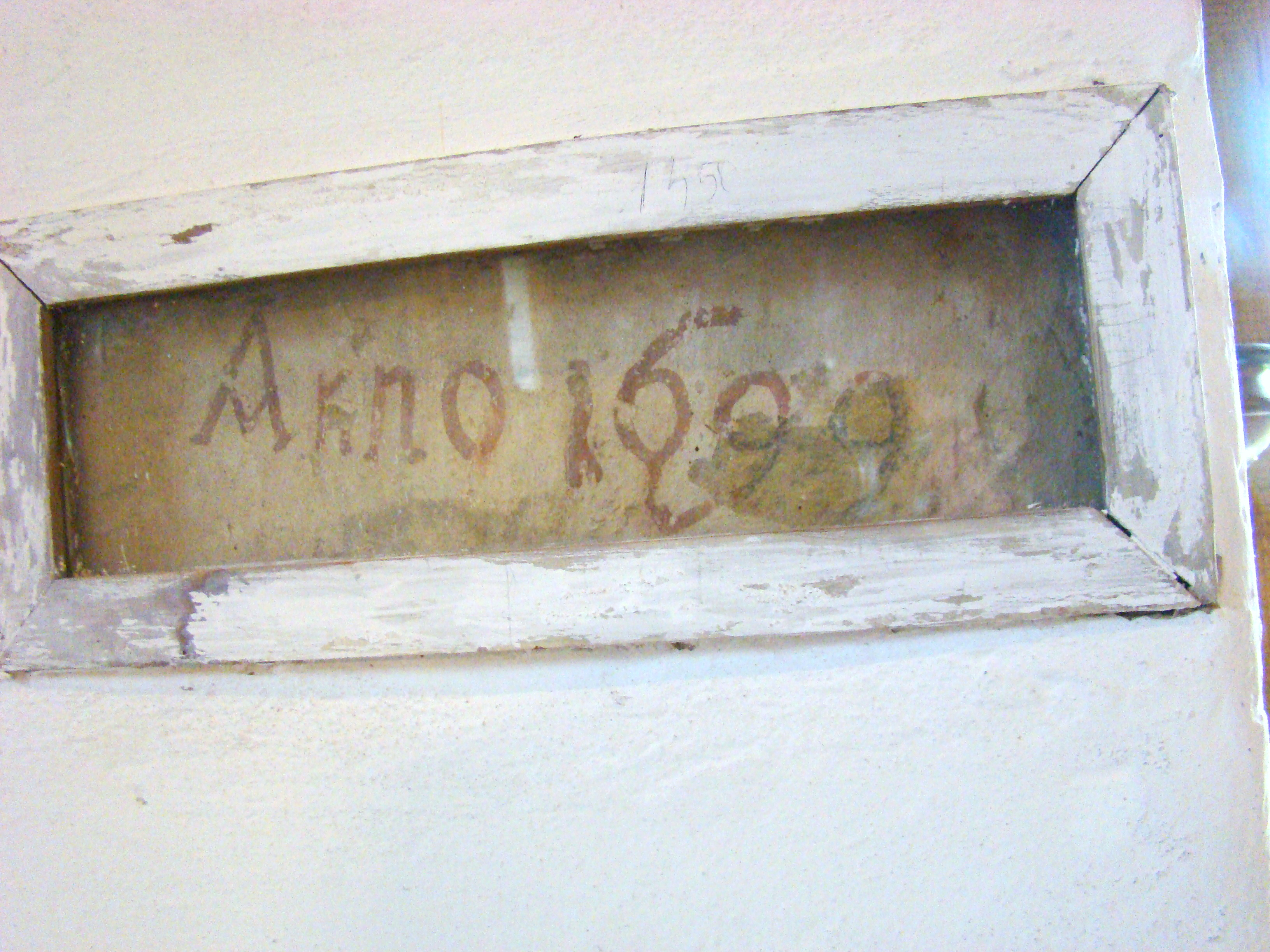

## Imagini din interior

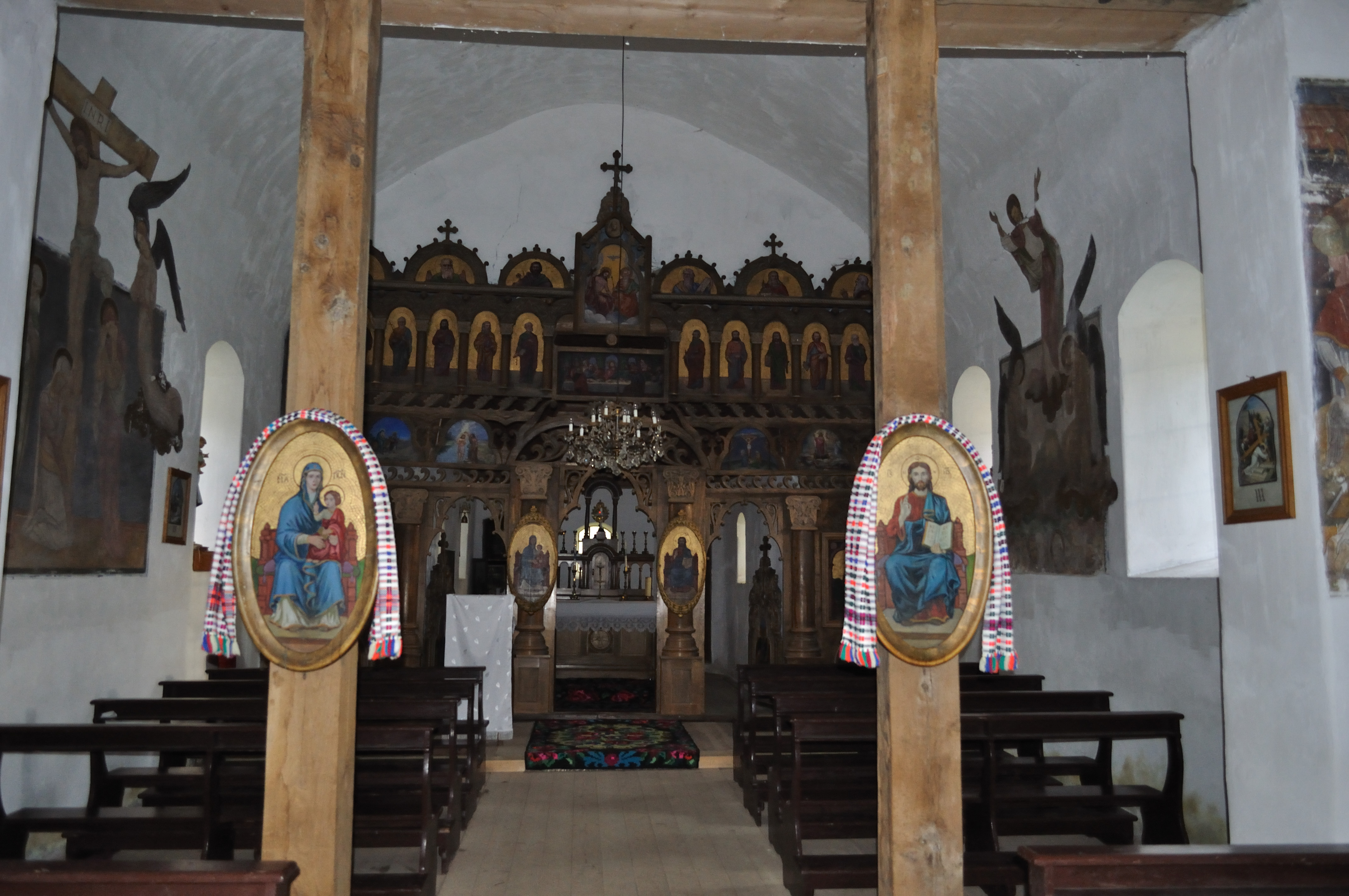
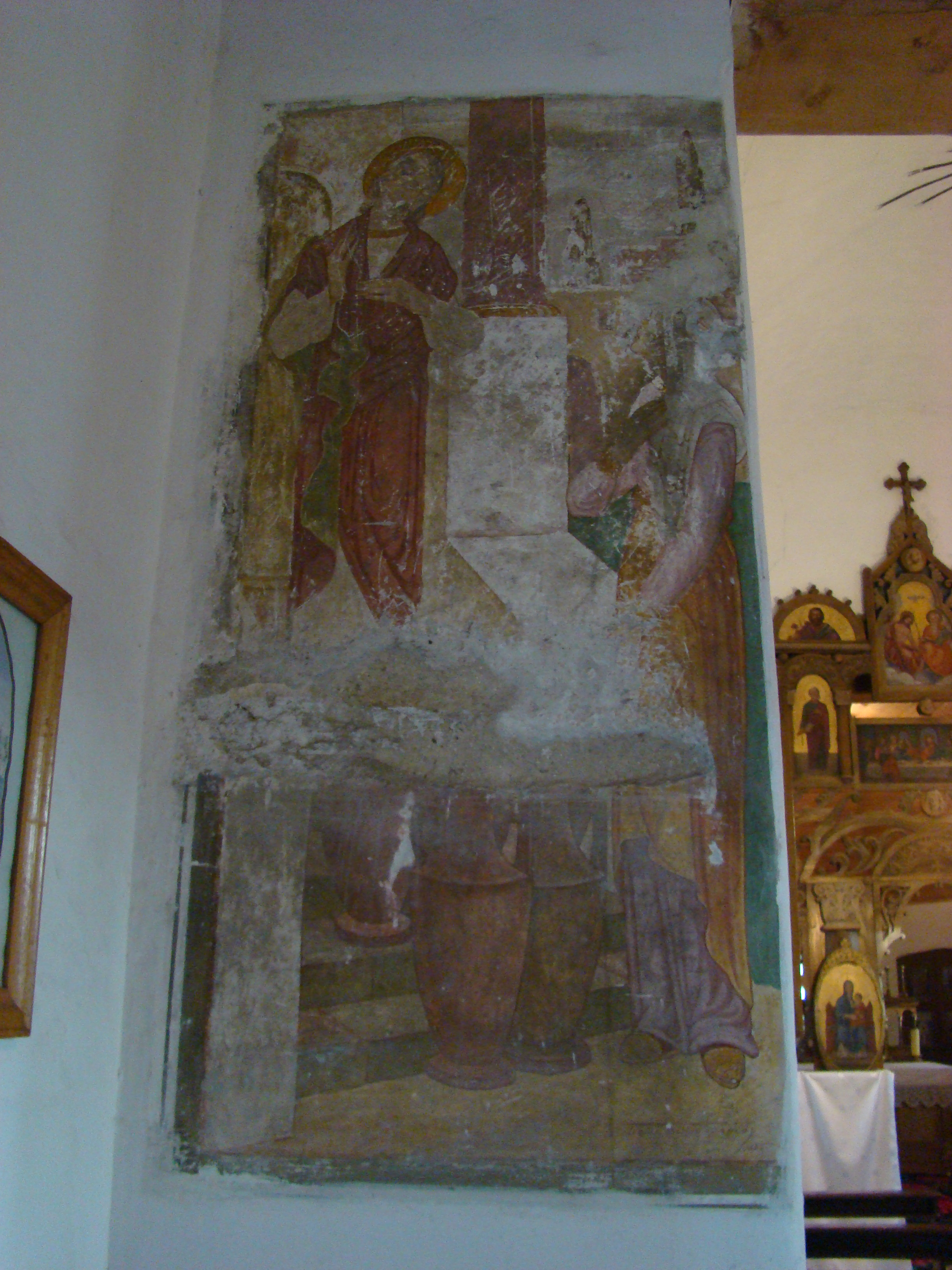
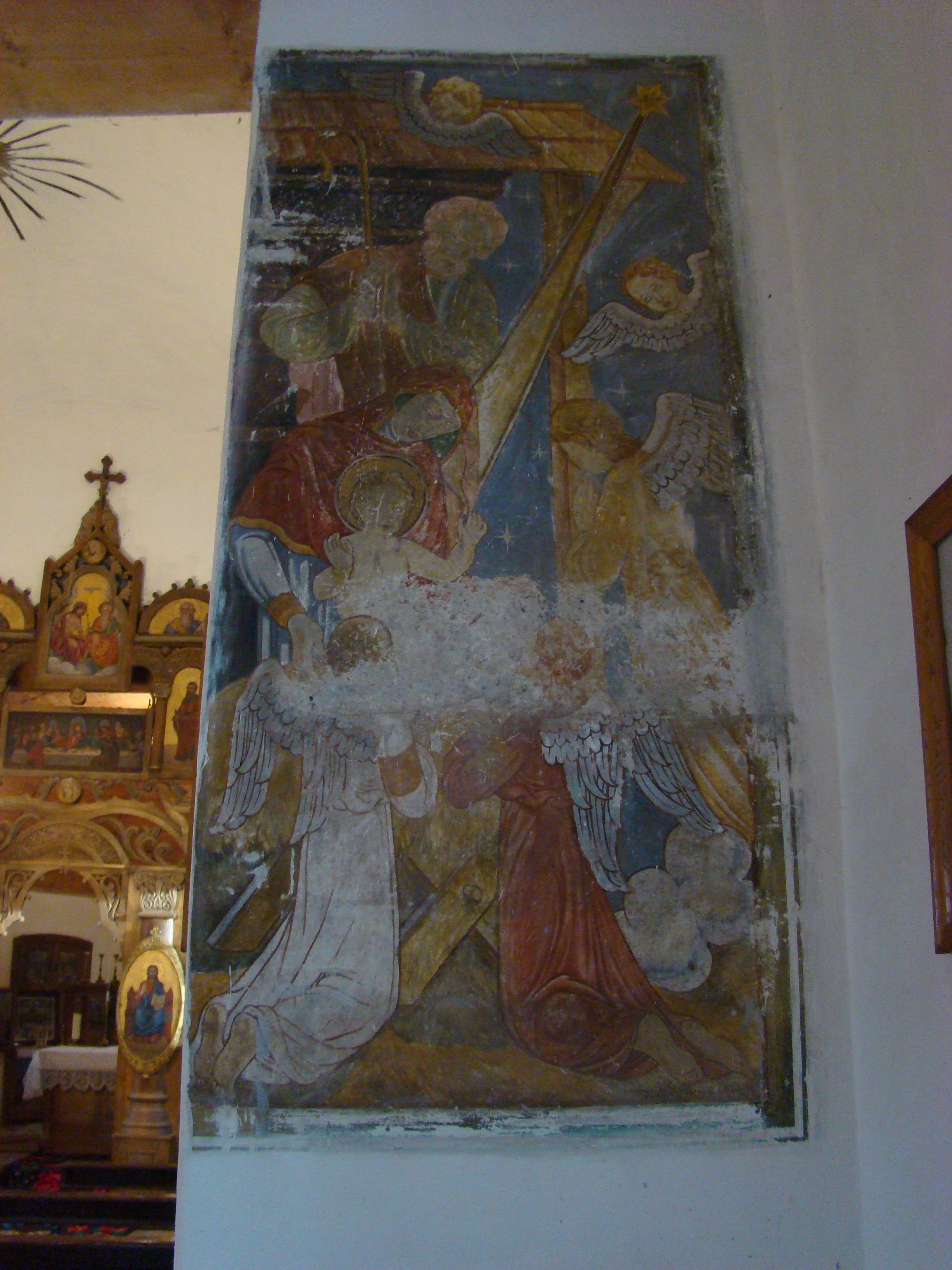
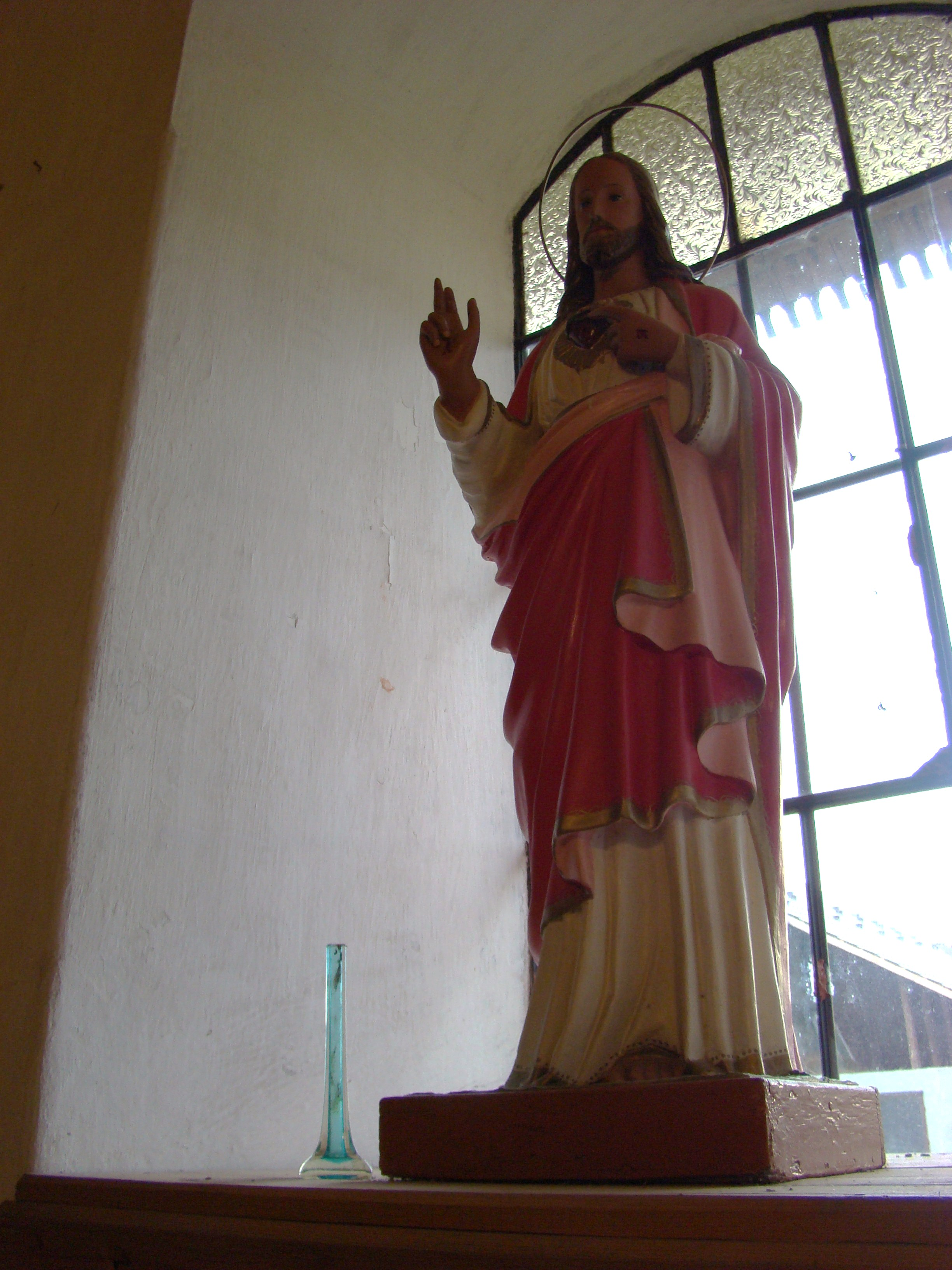
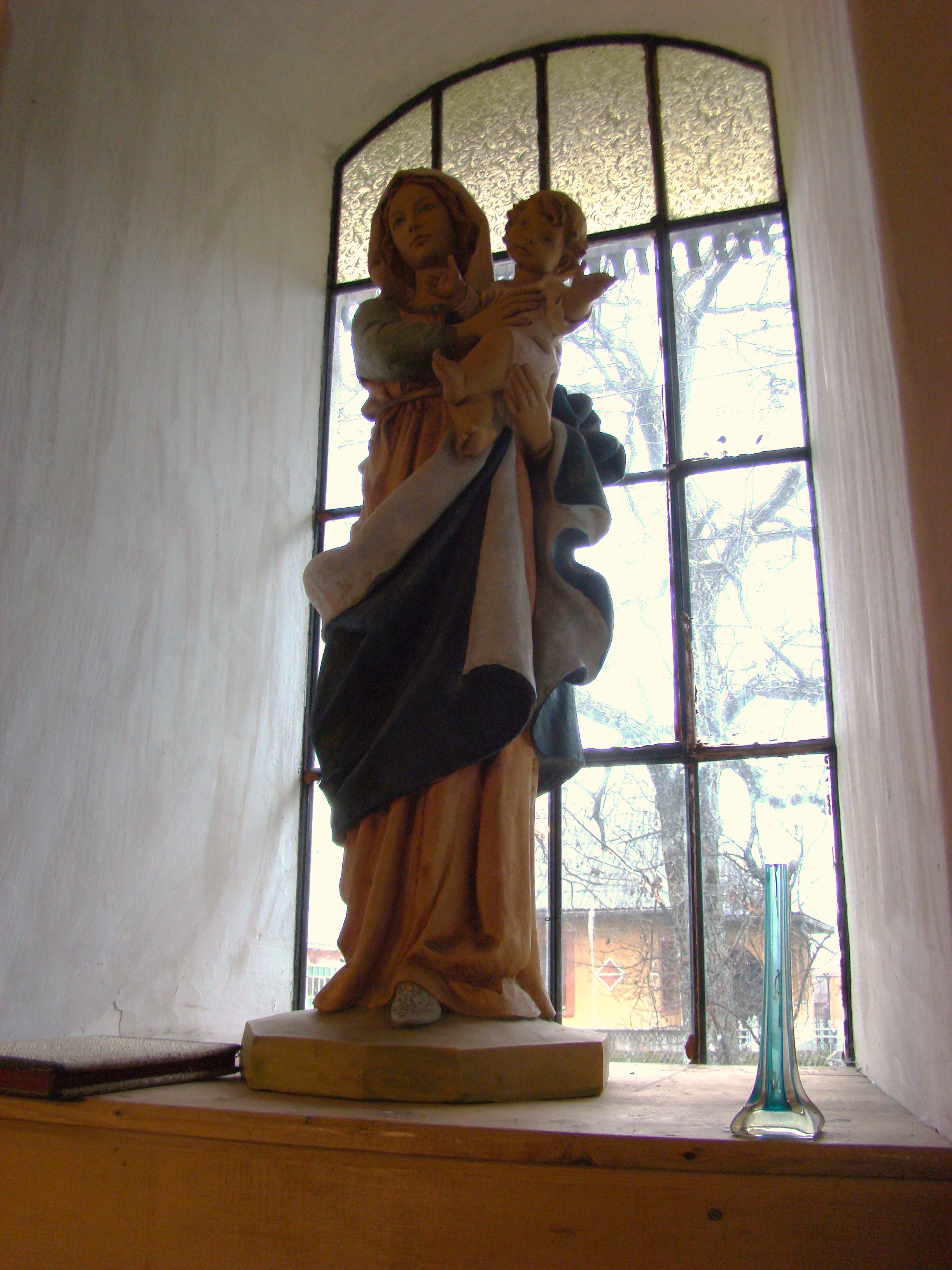
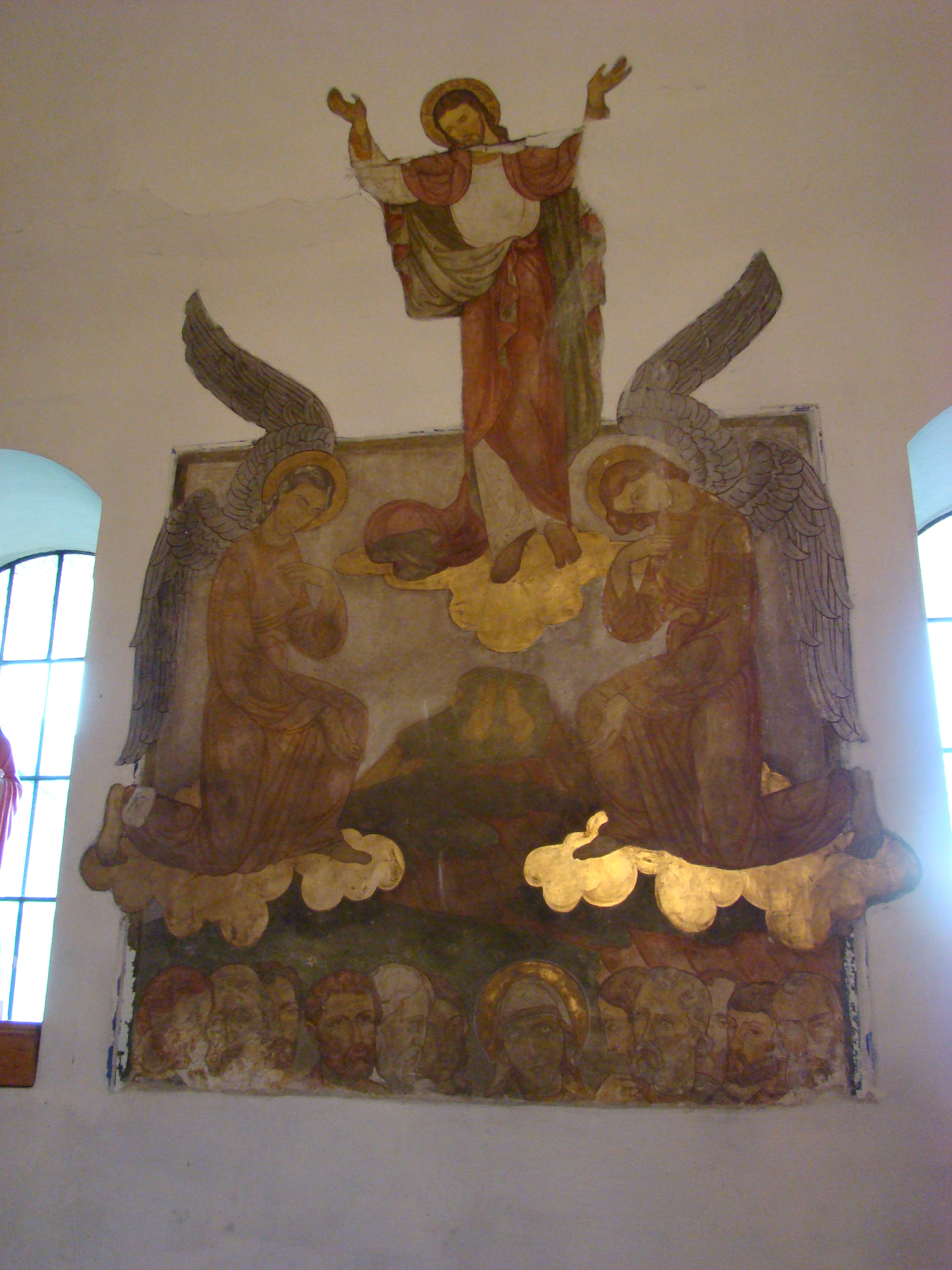
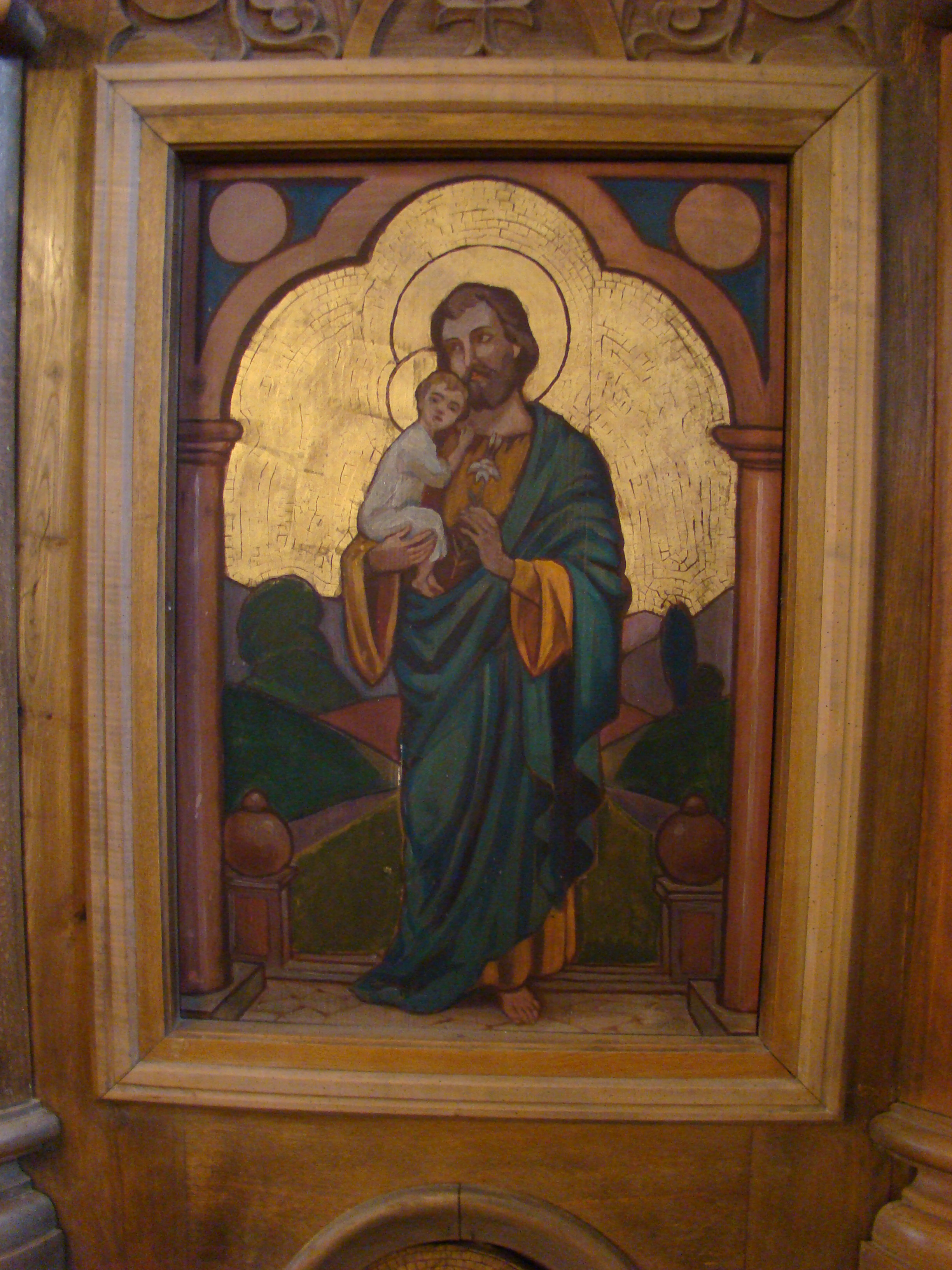
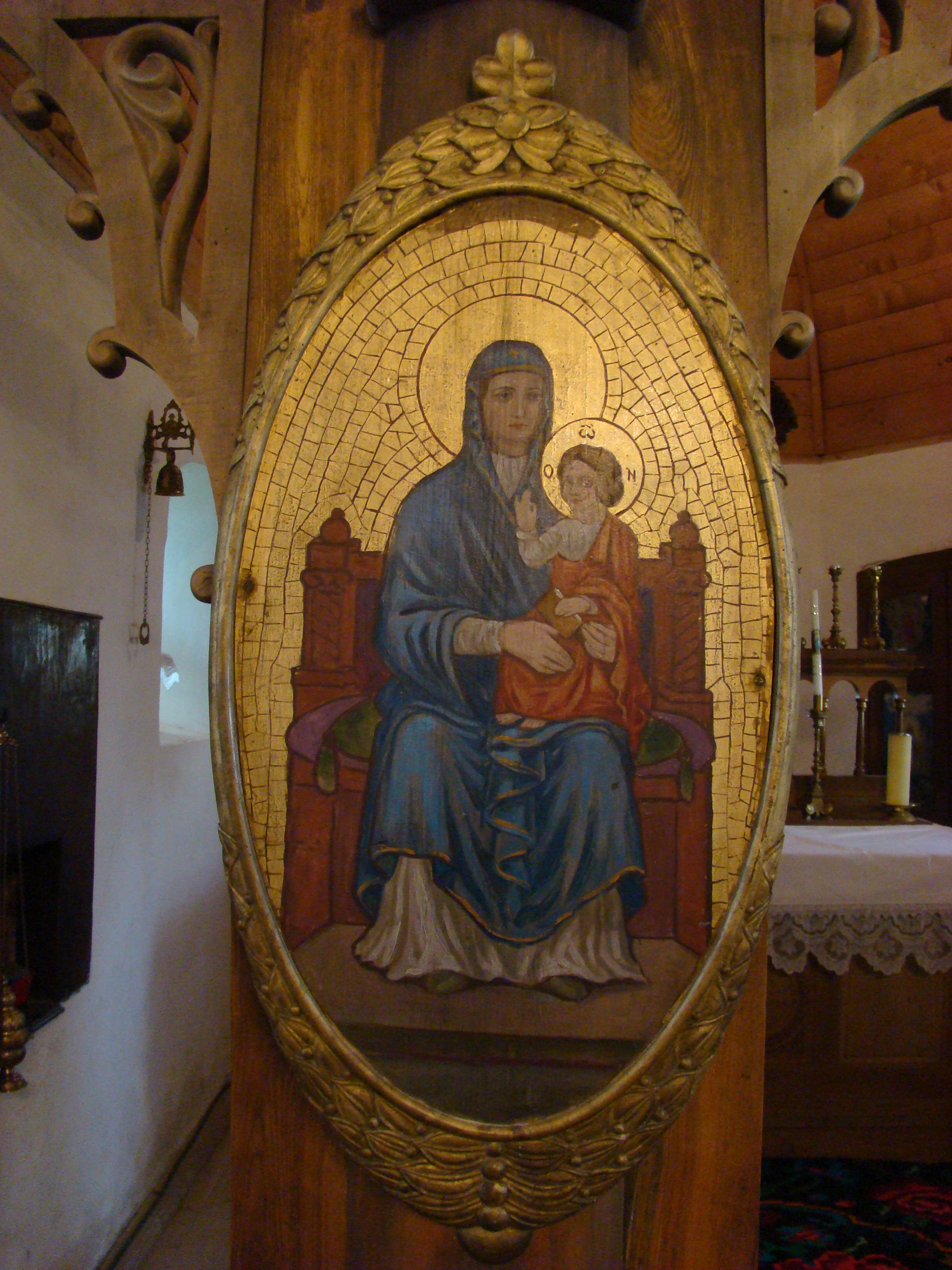
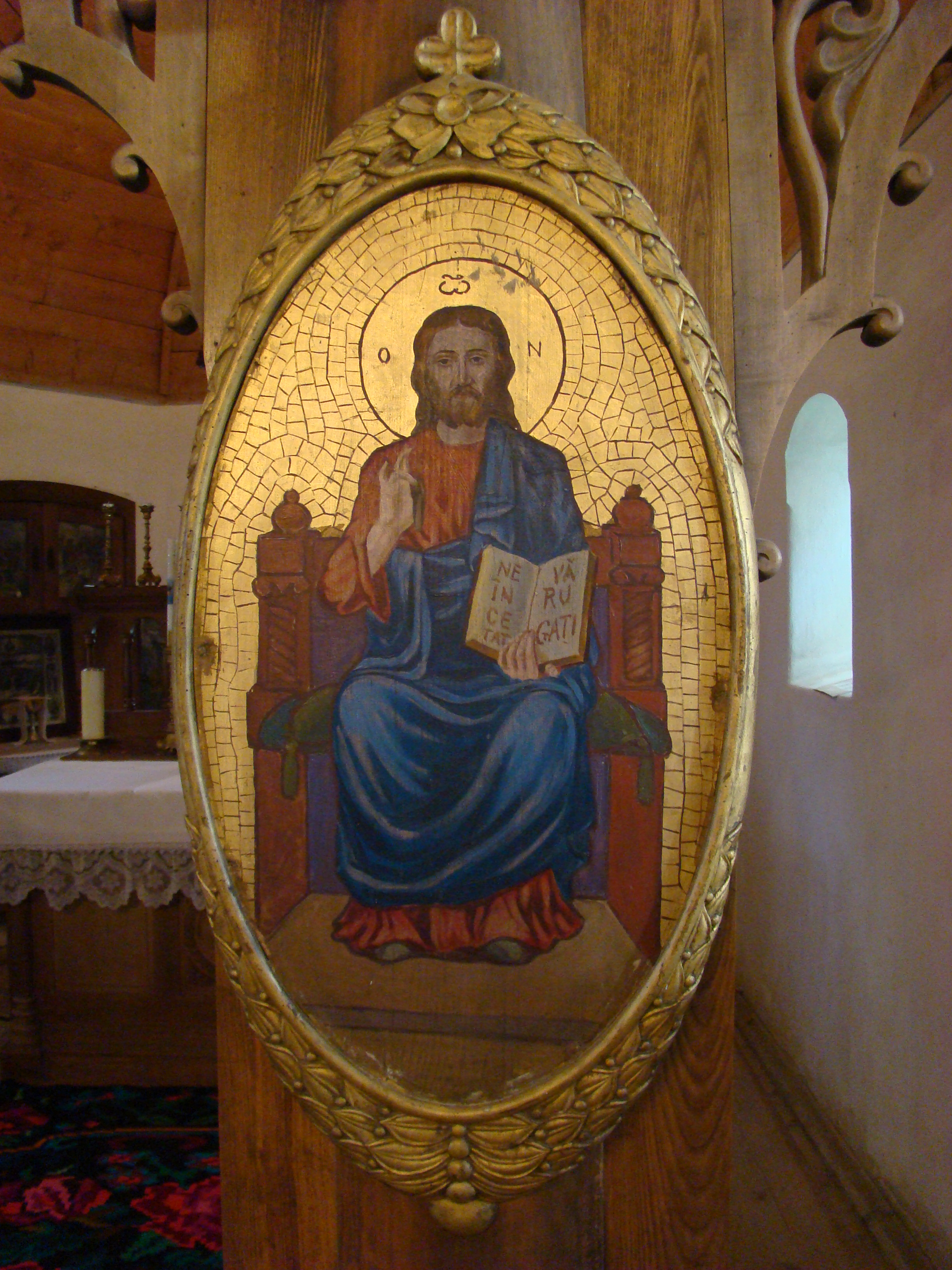
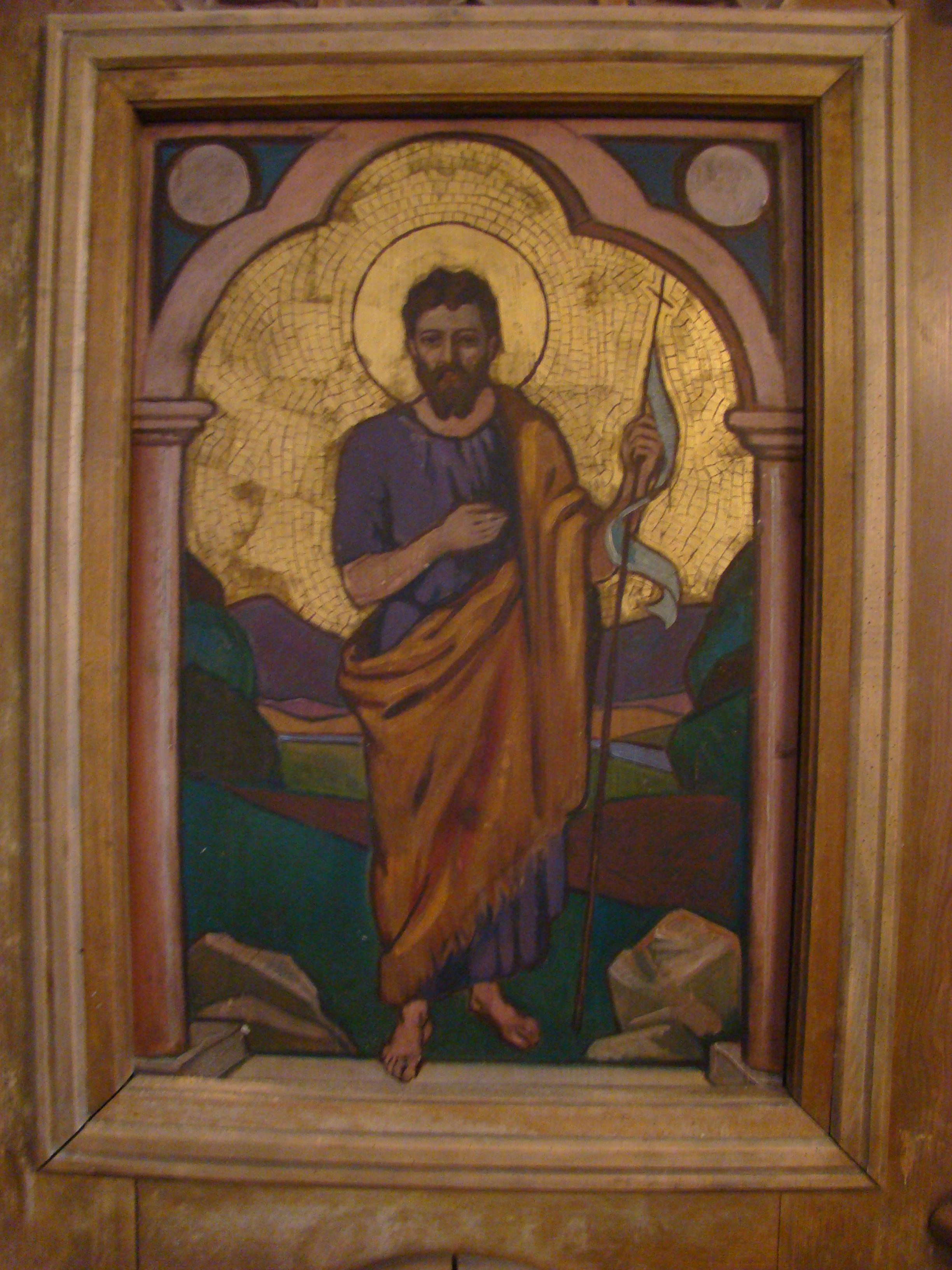
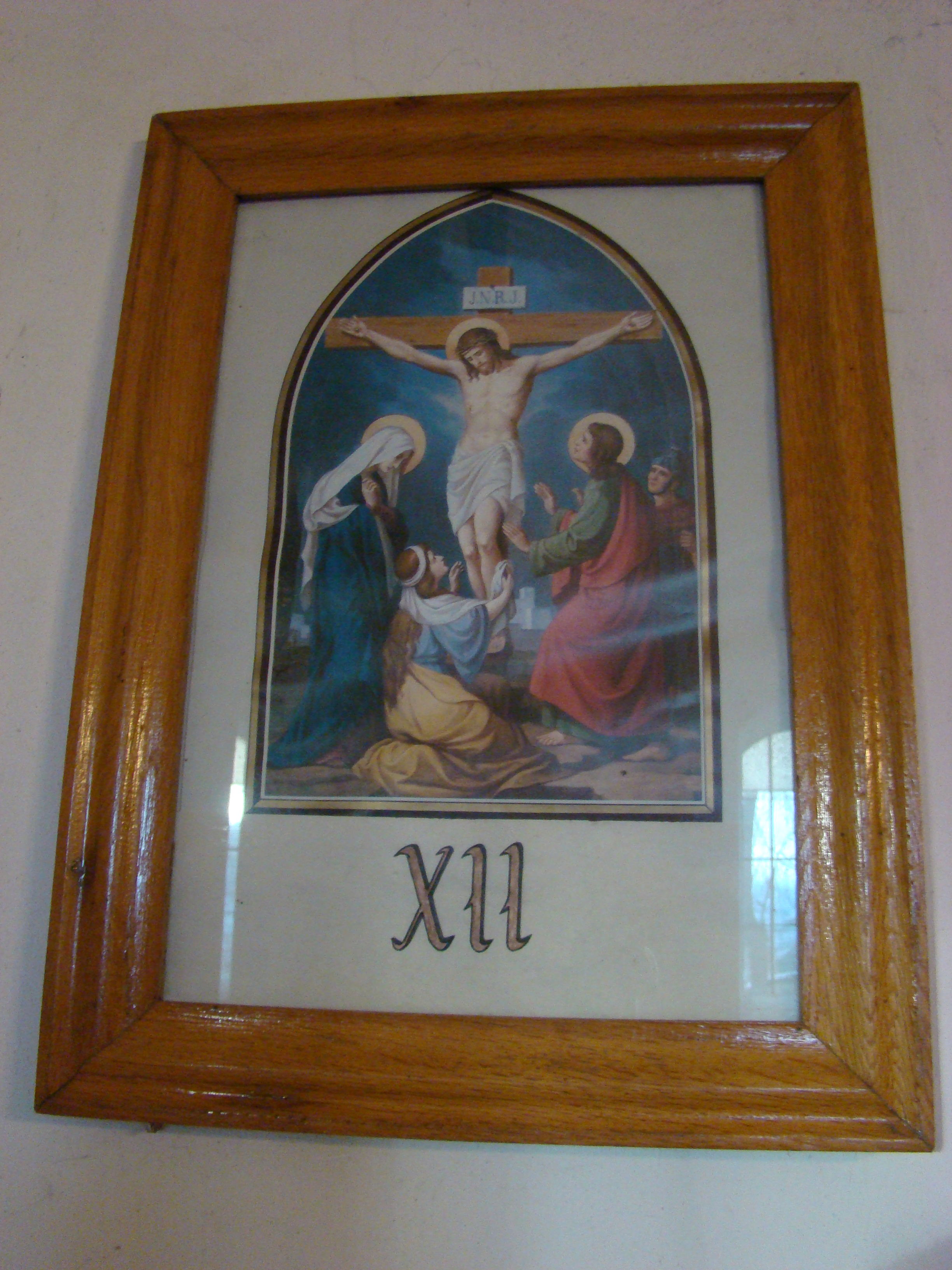